# Johanna Hurtig
Johanna Hurtig, född 23 april 1995, är en svensk hoppryttare som tävlar för Flyinge Hästsportklubb. Hon har vunnit svenska juniormästerskapen i hoppning på åttaåriga stoet Venice (e. Cardento-Stanford). Hurtig driver idag egna företaget Hurtig Horses AB men har tidigare jobbat som beridare för bland annat Helena Persson.

### Fotnoter
1. ↑  ”Första guldet till Johanna”. Svenska Ridsportförbundet. http://www.tidningenridsport.se/Tavling/Nyheter/2013/7/Forsta-guldet-till/. Läst 18 februari 2015.
2. ↑  ”Guldhästen från SM är såld”. Hippson. http://www.hippson.se/blogs/Annelie/guldhasten-fran-sm-ar-sald.htm. Läst 2 mars 2015.